# Alexandr Golubev
Alexandr Vjačeslavovič Golubev (rusky Александр Вячеславович Голубев; * 19. května 1972 Kostroma, Ruská SFSR) je bývalý sovětský a ruský rychlobruslař.
V závodech Světového poháru poprvé startoval na podzim 1990. Zúčastnil se Zimních olympijských her 1992, kde se umístil v závodě na 500 m na sedmém místě. O rok později skončil na Mistrovství světa ve sprintu čtvrtý. Největšího úspěchu své kariéry dosáhl na zimní olympiádě 1994, kde vyhrál sprint na 500 m (na dvojnásobné trati byl sedmnáctý). V roce 1996 startoval na premiérovém ročníku Mistrovství světa na jednotlivých tratích (500 m – 21. místo). Zúčastnil se také ZOH 1998, kde v závodě na 500 m dobruslil na 19. místě. Po sezóně 1997/1998 ukončil aktivní sportovní kariéru.